# 1608 Munoz
1608 Munoz је астероид главног астероидног појаса са средњом удаљеношћу од Сунца која износи 2,213 астрономских јединица (АЈ).
Апсолутна магнитуда астероида је 12,9.